# Mariana d'Ibarra i Montís
Mariana d'Ibarra i Montís (Palma, 26 de juny de 1904 - Barcelona, 20 de febrer de 1990) fou una entomòloga mallorquina.
D'Ibarra va començar a freqüentar el Museu de Ciències Naturals de Barcelona de molt jove. Va tenir com a mestres Ignasi de Sagarra i de Castellarnau i Odó Carles Rosset, entre d'altres. Molt aviat establí una activa relació amb entomòlegs de l'època, tant de Catalunya com de fora, i va col·laborar molt freqüentment amb els germans Vilarrúbia, l'abbé Bernier, C. Boursin, P. Henriot, W. Marten i altres. Va aportar una gran quantitat de citacions noves per a Catalunya i per a la Península, especialment d'heterocers. Es va convertir en una especialista en lepidòpters, i en va reunir una col·lecció d'unes 20.000 papallones. Posteriorment aquesta acabà al Museu Americà d'Història Natural de Nova York. Fou una de les creadores de la Societat Catalana de Lepidopterologia.
Va publicar nombroses obres de la seva especialitat.